# The Cambridge History of English and American Literature
The Cambridge History of English and American Literature es un libro de historia y crítica de la literatura inglesa y estadounidense publicado por Cambridge University Press en 1907–1921. Los 18 volúmenes incluyen 303 capítulos y más de 11 000 páginas editadas y escritas por un panel mundial de 171 líderes académicos y pensadores de principios del siglo XX. Los capítulos sobre literatura inglesa comienzan con la poesía inglesa antigua y terminan a finales de la época victoriana. La cobertura de la literatura estadounidense parte de los periodos coloniales y revolucionarios hasta principios del siglo XX.
Bartleby.com publicó el trabajo en línea en el año 2000, su presentación divide el trabajo por temas en más de 5600 archivos e incluye índices por capítulos, bibliografía y autor del capítulo. Contiene información biográfica y bibliográfica sobre individuos y movimientos literarios sobresalientes.